# Лондонска општина Мертон
Мертон (ен. London Borough of Merton) је општина у југозападном делу Лондона.
Подручје данашње општине има дугачку историју. У почетку је цело подручје било под влашћу и управом племства. Интересантно је да је Хенри VI, једини енглески краљ који није крунисан у Вестминстерској опатији, за место свог крунисања изабрао управо Мертон. 
Међутим, почетком XVI века власништво над земљиштем из племићких прелази у руке имућнијих трговаца. Ово је означило прави процват подручја. Бројне радионице, а касније и права индустријска постројења, отварају се на некадашњем краљевском земљишту. Упоредо тече и развој транспорта у овом делу Лондона тако да је Мертону изграђена једна од првих железничких пруга. Настају и шире се концентрисани трговачки квартови од којих су многи задржали своју намену и до данас.
Од многих познатих становника Мертона свакако је најпознатији адмирал Нелсон.
Данашња општина формирана је 1965. године од општина Мичам, Вимблдон и подручја Мертон и Морден. Сва три су административно била део Сарија. Након дугих расправа о називу новостворене општине изабрано је историјски познато име Мертон, као компромисно решење између социо-економски супротстављених Мичама и Вимблдона.
Општина је данас веома активан део Лондона. Након разарања у Другом светском рату, становништво се концентрисало у новоизграђеним објектима у местима као што су Мичам, Вимблдон, Рејнс Парк, Морден и Колијерс Вуд.
Свакако најпознатији део општине је и њен најразвијенији део - Вимблдон. Осим што се у њему сваке године игра Вимблдонски шампионат у тенису, Вимблдон је и прометан трговачки центар са бројним радњама, тржним центрима, биоскопима.. .